# ديفيد ماكجيل (لاعب كرة قدم)
ديفيد ماكجيل هو لاعب كرة قدم كندي في مركز الوسط، ولد في 28 مايو 1960 في فانكوفر في كندا. شارك مع منتخب كندا تحت 20 سنة لكرة القدم. أما مع النوادي، فقد لعب مع فانكوفر وايتكابس (1974–1984).